# 始祖鳥屬
始祖鳥屬是始祖鸟科的一個屬，是介於有羽毛恐龍和鳥類之間的過渡物種。屬的学名即來自古希臘文的（古代）和（翼），故又名古翼鳥。19世纪末至21世纪初，始祖鳥被普遍认为是最早及最原始的鳥類，但隨著比其更古老且構造上也比其更接近現生鳥類的近鳥龍、曉廷龍和曙光鳥相繼被發現，始祖鳥在鳥類演化學上的地位已經動搖。因此雖然在現代定義上，始祖鳥仍然屬於原始的鳥類，但如今古生物學家多已不將始祖鳥視為現生鳥類的共同直系始祖。
始祖鳥生活於約1億5千萬年前的晚侏羅紀，化石分佈在德國南部索倫霍芬石灰岩礦床。牠的德文名字意指「原鳥」或「首先的鳥」。
在始祖鳥仍然生存的時期，歐洲仍然是個接近赤道的群島。始祖鳥生活於恐龍時代，但是由於與同時擁有鳥類及獸腳亞目的特徵，因此與恐龍有所區別。始祖鳥的大小及形狀與喜鵲相似，牠有著闊及圓的翅膀及長的尾巴。牠可以生長達半米長。牠的羽毛與現代鳥類相似，但牠卻在顎骨上有鋒利的牙齒，腳上三趾都有彎爪及有長的骨質尾巴。這些特徵正好與獸腳亞目恐龍相似，使得始祖鳥成為演化過程的重要角色。事實上，始祖鳥首次的發表是於1862年，亦即達爾文發表《物種起源》之後兩年，使有關討論演化之說更為激烈。
現今有12個化石被分類為始祖鳥，是侏羅紀時期不多的羽毛證據之一。由於牠們拥有進步的性状，可見牠們的起源应当更早。所有遺骸多被認為是來自獨立的標本。

## 描述

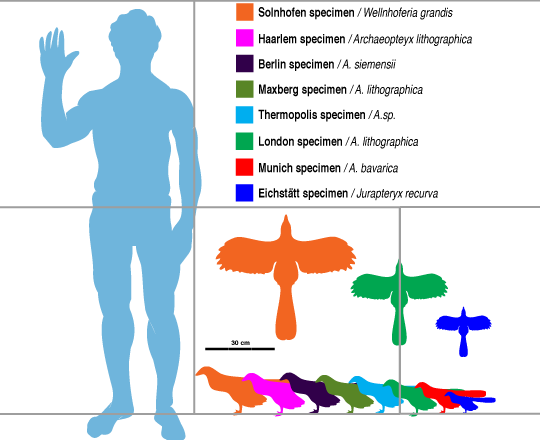
8個始祖鳥標本與人類外形尺寸比較。

始祖鳥曾經被認為是鳥類的祖先，並生活於侏羅紀的提通階早期。這些標本都只在德國境內發現。
始祖鳥約為現今鳥類的中型大小，有著闊及於末端圓形的翅膀，並比體型較長的尾巴。整體而言，始祖鳥可以成長至0.5米長。牠的羽毛（比起其他特徵來說證據較少）與現今鳥類羽毛在結構及設計上相似。但是除了一些與鳥類相似的特徵外，牠有著很多獸腳亞目恐龍的特徵。不像現今鳥類，始祖鳥有細小的牙齒可以用來捕獵昆蟲及其他細小的無脊椎生物。始祖鳥亦有長及骨質的尾巴，及牠的腳有三趾長爪，與恐龍極為相似。
由於始祖鳥有著鳥類及恐龍的特徵，始祖鳥一般被認為是牠們之間的連結：可能是第一種由陸地生物轉變成鳥類的生物。1970年代，約翰·奧斯特倫姆指鳥類是由獸腳亞目恐龍演化而來，而始祖鳥就是當中最重要的證據。牠保有一些鳥類的特徵，例如叉骨、羽毛、翅膀及部份相反的首趾。牠亦有一些恐龍特徵，例如長的距骨升突、齒間板、坐骨突及人字形的長尾巴。奧斯特倫姆亦發現始祖鳥與馳龍科很顯著地相似。
始祖鳥的首個遺骸是在達爾文發表《物種起源》之後兩年的1862年發現。始祖鳥的發現似乎確認了達爾文的理論，並從此成為恐龍與鳥類之間的關係、過渡性化石及演化的重要證據。事實上，在戈壁沙漠及中國就恐龍的進深研究提供了更多證據有關始祖鳥與恐龍的關係，例如長有羽毛的恐龍。始祖鳥較接近現今鳥類的祖先，因牠有著很多鳥類的特徵；因牠與當時鳥類的分歧程度仍有疑義。

## 古生物學

### 羽毛

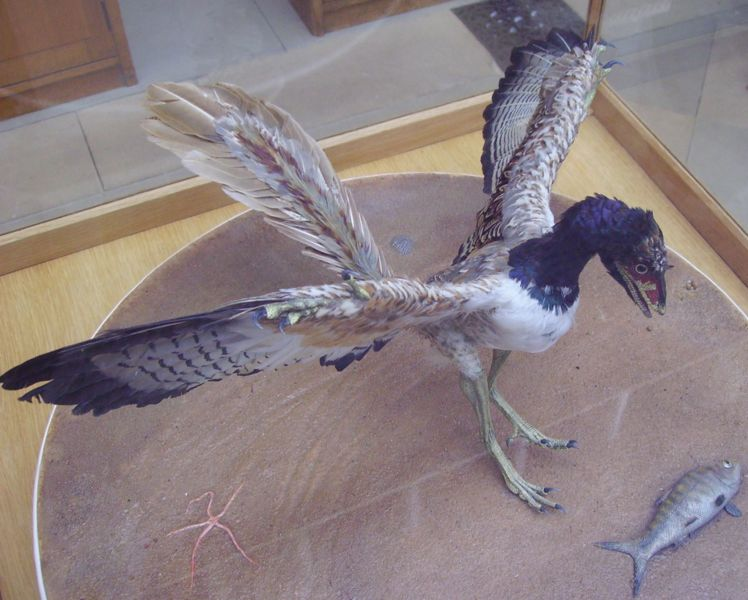
印石板始祖鳥的模型。

始祖鳥的標本最值得注意的是牠那已發展的飛羽。它們是不對稱的及有著現今鳥類飛羽的結構，翼片由羽支—小羽枝—羽纖支的排列來提供平衡。尾巴羽毛則較小不對稱，且與現今鳥類相似及有著堅固的翼片。拇指卻沒有獨立的小翼羽。
始祖鳥的體羽並沒有很多資料，而當中只有柏林標本曾被適當的研究。由於涉及多個物種，只有柏林標本的研究則並不能完全代表所有始祖鳥的品種。柏林標本在腳上有已發展的羽毛，這些羽毛只顯示了基本的輪廓，而有些則已被分解了（就像平胸總目缺乏羽纖支），但就部份而言是堅實的及可以支撐飛行。
但其背部有一綴正羽，與現今鳥類體羽的正羽一樣成對稱及堅實，但卻不及與飛行有關的羽毛硬。除此之外，柏林標本的羽毛就像中華龍鳥的一樣，出現分解及絨毛現象，而其在生時較似毛皮多於羽毛（但在顯微鏡下的結構並不是）。在身體的其他部份（只限於保存下來及沒有重組的部份），及低頸部亦出現同樣情況。
始祖鳥在上頸部及頭部並沒有顯示有羽毛。雖然這可能以為牠的頭部是裸的，就像其近親的長有羽毛的恐龍一樣，但是這可能是因保存時所造成的。大部份始祖鳥標本都是在經過一些時間在海面上漂浮而嵌入在缺氧的泥沙中，牠的頭頸部及尾巴一般都是長下傾。當嵌入後開始腐化時，筋腱及肌肉已經放鬆形成了化石標本的形狀。即是皮膚已經軟化及鬆開，有些標本的飛羽在嵌入開始時已經分開。所以有假說指標本在淺水處沿海床移動一些時間才被埋葬，頭部及上頸部羽毛脫落，而較堅實的尾巴羽毛則仍然保存。
2011年，对1861年在德国巴伐利亚州的石灰岩中发现的始祖鸟羽毛化石（飞羽）的色素承载结构大小与形状的分析，顯示始祖鳥的部分羽毛是黑色的 。

### 飛行
就如現今鳥類的翅膀，始祖鳥的飛羽是高度的不對稱，而尾巴羽毛是較為闊的。這顯示翅膀及尾巴是用來產生升力。但是始祖鳥究竟是純粹的滑翔或是能夠鼓翼而飛則是未可知的。在缺乏胸骨的情況下，可見始祖鳥並非強壯的飛行者，但飛行肌肉可能是連於厚及回力镖狀的叉骨、板狀的鳥喙骨、或是軟骨質的胸板。而肩胛骨、鳥喙骨及肱骨之間關節窩的向旁側定位（並非現今鳥類背部起角的排列），可見始祖鳥並不能將翅膀提升至背後，而未能達至鼓翼上升的要求。因此，牠似乎並不能如現今鳥類般鼓翼飛行，但牠可能利用向下鼓翼滑翔的技巧。
始祖鳥翅膀是相對的大，造成較低的失速空速及縮小了的轉彎半徑。短及圓的翅膀形狀會增加拖曳力，但卻會改良了始祖鳥在雜亂的環境下（如樹林及叢林）飛行，而相似的翅膀形狀可以在穿越樹林及叢林的鳥類，如烏鴉及雉雞中發現。腳部不對稱的飛羽（像小盜龍的）就彷彿是一對尾翼，可以幫助增加空中運動性。首個就尾翼作出研究指其結構形成總翼剖面的12%。雖然這些尾翼支撐飛行的能力的程度並不清楚，但這可以額外分別減少失速空速及轉彎半徑達6%及12%。
於2004年，科學家就替始祖鳥的腦殼進行詳盡的X射線斷層成像分析，總結了牠的腦部比大部份恐龍都要明顯的大，顯示牠有著足夠的腦部大小進行飛行。整體腦部構造亦由斷層成像進行重組。重組顯示涉及視覺的區域佔接近腦部的三分一。其他的區域則是關於聽覺及肌肉控制。頭顱骨成象亦發現內耳的結構。這個結構與現今鳥類的內耳結構較爬蟲類的更為相似。這些特徵綜合起來指始祖鳥有飛行所需的敏銳聽覺、平衡、空間感及調控能力。
始祖鳥在討論有關鳥類起源及演化上仍然佔有重要的地位。一些科學家視牠為半攀樹動物，這是因鳥類是由樹上居住的動物演化而來的觀念（即奧塞內爾·查利斯·馬什（O.C. Marsh）所建議的「飛行是因樹木倒下演化而來」的假說）。其他科學家則視始祖鳥為在地上快跑的動物，是因認為鳥類是由奔跑演化成飛行（即賽繆爾·威利斯頓（Samuel Wendell Williston）建議的由陸地而上的假說）。仍有其他的建議始祖鳥可能是同時住在樹上及陸地上，就像現今的烏鴉，而這個建議是在形態學上最為受到支持的。綜合來說，始祖鳥是一種並非專門在陸地上奔跑或暫住的動物。考慮已知有關飛行的形態，始祖鳥被認為主要是利用翅膀來逃避捕獵者，如在淺水面上滑行到達安全的地方，或是由峭壁或樹梢俯衝至更遠的地方等。
已知獸腳亞目有幾個血統獨立地演化成羽毛及飛行，而始祖鳥的祖先是否懂得飛行已經失去了重要性。由於始祖鳥似乎是屬於與今鳥亞綱沒有關係的鳥類血統，牠的飛行能力可能仍是討論的焦點，但卻並非就現今鳥類祖先所討論的項目。

### 比較

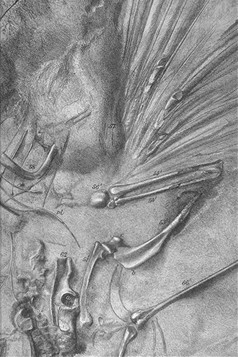
1863年發現的倫敦標本。

就始祖鳥與獸腳亞目恐龍、孔子鳥及現今的高等鳥類的比較可見下表：
| 解剖特征                                     | 獸腳亞目 (“非鸟兽脚亚目”) | 始祖鸟   | 孔子鸟                 | 高等鸟类               |
| -------------------------------------------- | ------------------------- | -------- | ---------------------- | ---------------------- |
| 牙齿                                         | 大部分物种有              | +        | -                      | 大部分 白垩纪鸟类有    |
| 双颞窝(双颞窝类颅骨)                         | +                         | -        | +                      | -                      |
| 骨性尾缩短， 最后几节尾椎骨融合为尾综骨      | 少部分是                  | -        | +                      | +                      |
| 叉骨 (Furcula)                               | 部分有 （回力镖状）       | 回力镖状 | 回力镖状               | 锐角型 (V字形，叉状)   |
| 喙突 (Coracoid) 长，撑柱形                   | -                         | -        | +                      | +                      |
| 胸骨 (Sternum) 有龙骨突 (Carina sterni)      | -                         | -        | - （其中一些有短突起） | + (有飞行能力的鸟类有) |
| 胸骨肋 （和胸骨相连的肋骨）                  | 部分有                    | -        | +                      | +                      |
| 腹膜肋 (Gastralia)                           | +                         | +        | +                      | -                      |
| 有钩突的肋骨 (Processus uncinatus)           | 部分有                    | -        | +                      | 大部分有               |
| 上肢有膨大的 带孔的三角胸肌突起 (自体衍征)   | -                         | -        | +                      | -                      |
| 掌骨 I- III 融合成 腕掌骨（Carpometacarpus） | -                         | -        | + （在近手腕处融合）   | +                      |
| 跖骨 II- IV 融合为跗跖骨 (Tarsometatarsus)   | 部分有                    | +        | +                      | +                      |
| 存在跖骨 V                                   | +                         | +        | +                      | -                      |
| 不对称的翎毛                                 | 部分有                    | +        | +                      | +                      |
| 小翼羽 (Alula)                               | 部分有                    | -        | -                      | +                      |

## 古生態學

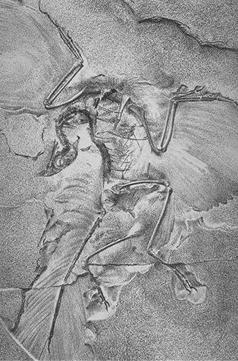
1881年發現的柏林標本。

發現所有始祖鳥標本的索倫霍芬石灰岩的豐富及多樣性提供了侏羅紀時期的巴伐利亞與現今的大為不同。緯度與美國佛羅里達州相約，而植物化石顯示適合乾燥環境及缺乏河流泥沙的特徵，可見氣候則較為乾燥。這些植物縱然稀少，仍有蘇鐵科及松科；而動物則有大量的昆蟲、細小的蜥蜴、翼龍及美頜龍。
保存最完好的始祖鳥化石及其他在索倫霍芬石灰岩發現的化石顯示牠們並非在保存前經歷了很遠的距離。始祖鳥的標本應該是生活在索侯芬湖附近的小島，而非屍體從遠處漂浮而來。始祖鳥骨骼較索侯芬的其他翼龍化石為小，如喙嘴龍屬這些支配被現今海鷗佔有的生態位，但卻足以顯示牠們並非由北方50公里外大島上的流浪者。
這些圍繞索倫霍芬湖的島嶼都是低窪、半乾燥及亞熱帶的，有著長的旱季及較小雨量。生存在這些島上的植物都是適應了乾旱環境及大部份矮於3米的灌木。與始祖鳥攀樹的重組相反，這些島上似乎沒有這些高大的樹木，在泥沙下只發現一些樹幹，而化石化的樹木花粉亦沒有被發現。 
始祖鳥的生活習性已經很難去重組，但仍有幾個有關的理論。有些學者認為牠主要是在陸地上生活，而其他的認為主要是棲息在樹木上。缺小樹木並非排除了始祖鳥生活在樹上的可能性，有幾種現存的鳥類都生活在灌木中。在形態學上就有幾個範疇顯示始祖鳥的棲息地，包括牠的腳的長度、腳掌的延伸度等。一些權威認為牠是可以同時在灌木上、陸地上及甚至在湖岸上覓食生存。牠很大可能是獵食細小獵物，視乎大小而用顎或爪來捕捉。

## 發現歷史

發現始祖鳥的時間。

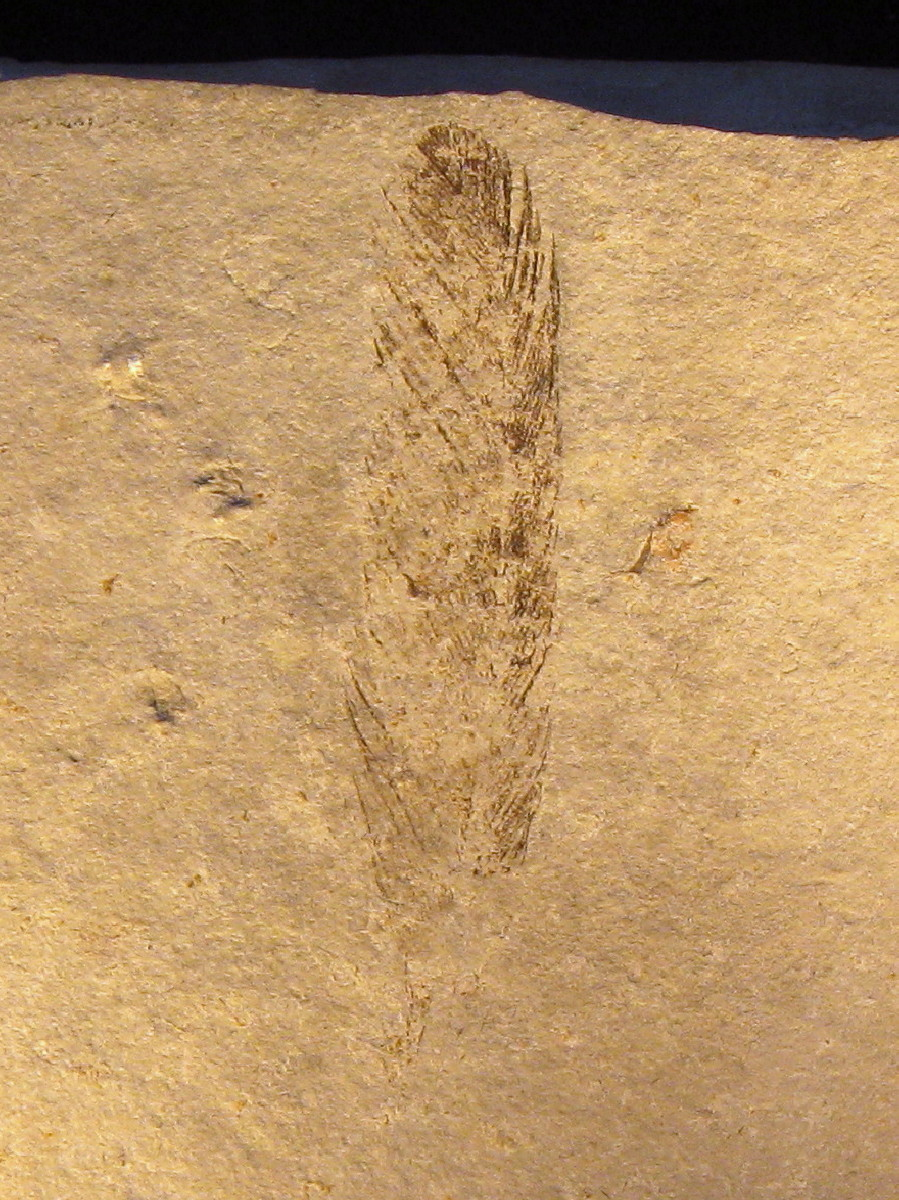
羽毛标本

經過多年，1個可能屬於牠的羽毛標本及12個始祖鳥的骨骼化石標本曾被發現。所有化石都是來自德國索倫霍芬石灰岩礦床，这里經過了几个世紀的挖掘。最初發現的一個羽毛標本(HMN.Ab.100) 是於1860年出土，並於1年後由汪邁爾（Christian Erich Hermann von Meyer）所發表。这块标本的正模现在存放于慕尼黑市科学研究院博物馆，负模現時存放在柏林的洪堡博物馆（Humboldt Museum für Naturkunde）內。它一般被認為是屬於始祖鳥，且是牠的正模標本，但究竟事實上是屬於哪一種生物則不得而知。有一些資料顯示它並非是由同一骨骼的動物（即模式種的印石板始祖鳥）而來。

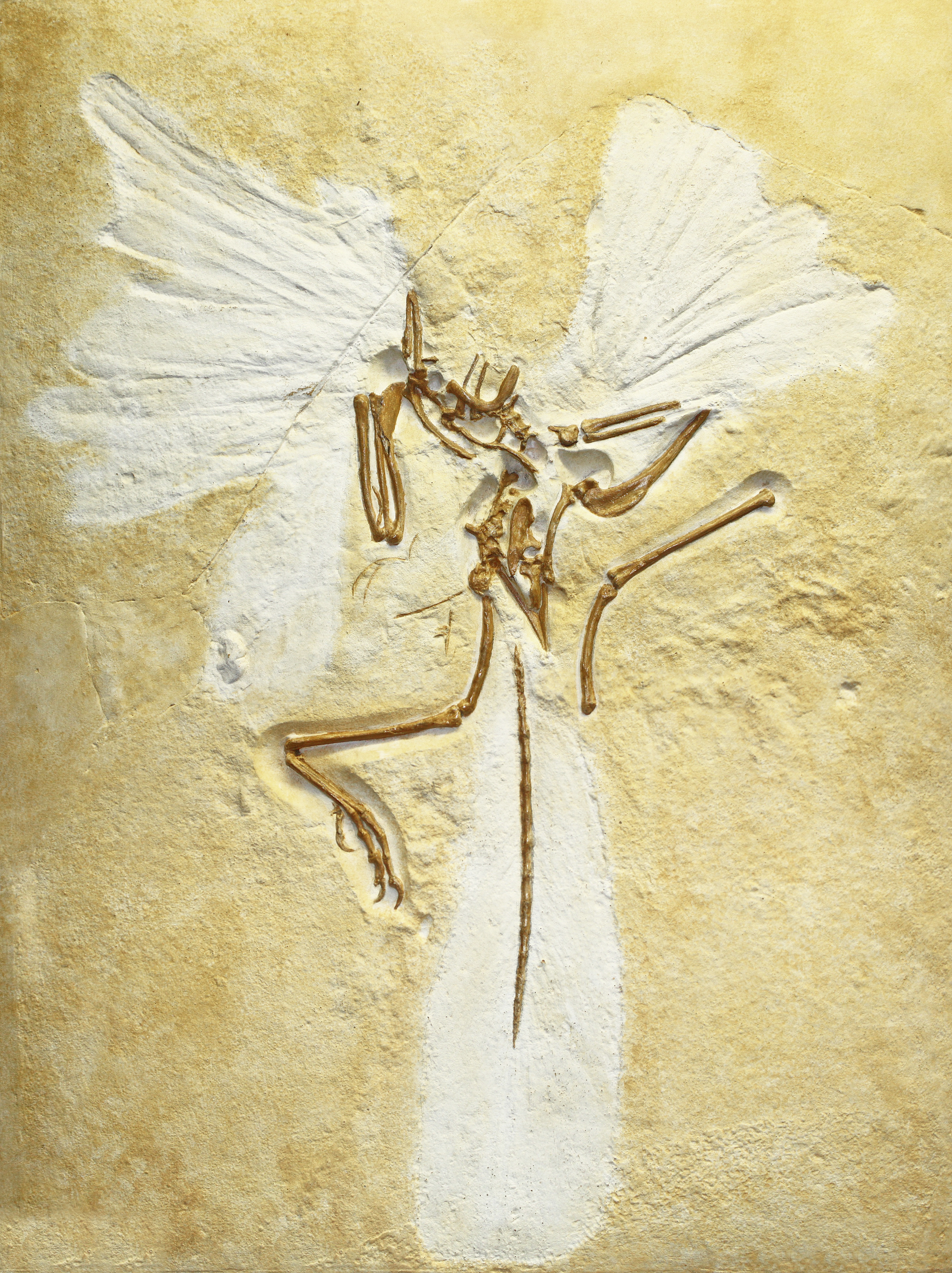
伦敦标本

及後，首個骨骼标本，稱為倫敦標本（BMNH 37001; London specimen）於1861年在德國的朗恩艾特罕出土，並送給了當地的醫生作為醫療費。醫生後來賣給了並保存在倫敦的自然歷史博物館。这个标本保存了沒有頭及頸部的大部份骨骼，它於1863年由理察·奧雲（Richard Owen）所發表並命名為大尾始祖鳥（Archaeopteryx macrura），因他相信它不是屬於該羽毛的同一物種。達爾文在其後修改他的《物種起源》時，亦指奧雲的發現是爬蟲類與鳥類之間的連接。 
汪邁爾本身似乎並不清楚古希臘文「πτερυξ」的意思。在原先的描述中，汪邁爾指該羽毛就像現今鳥類的飛羽，但當他看了倫敦標本的略圖後，就稱為「長有羽毛動物的骨骼」。在德文，這個含混得以充分的解決，因為德文的「Schwinge」的意思正好是「πτερυξ」的意思。而德文的「Urschwinge」就是始祖鳥在19世紀德國學者中最常用的翻譯；而在英文，「ancient pinion」就是最佳的近似翻譯。
自此以後有11個標本先後被發現：

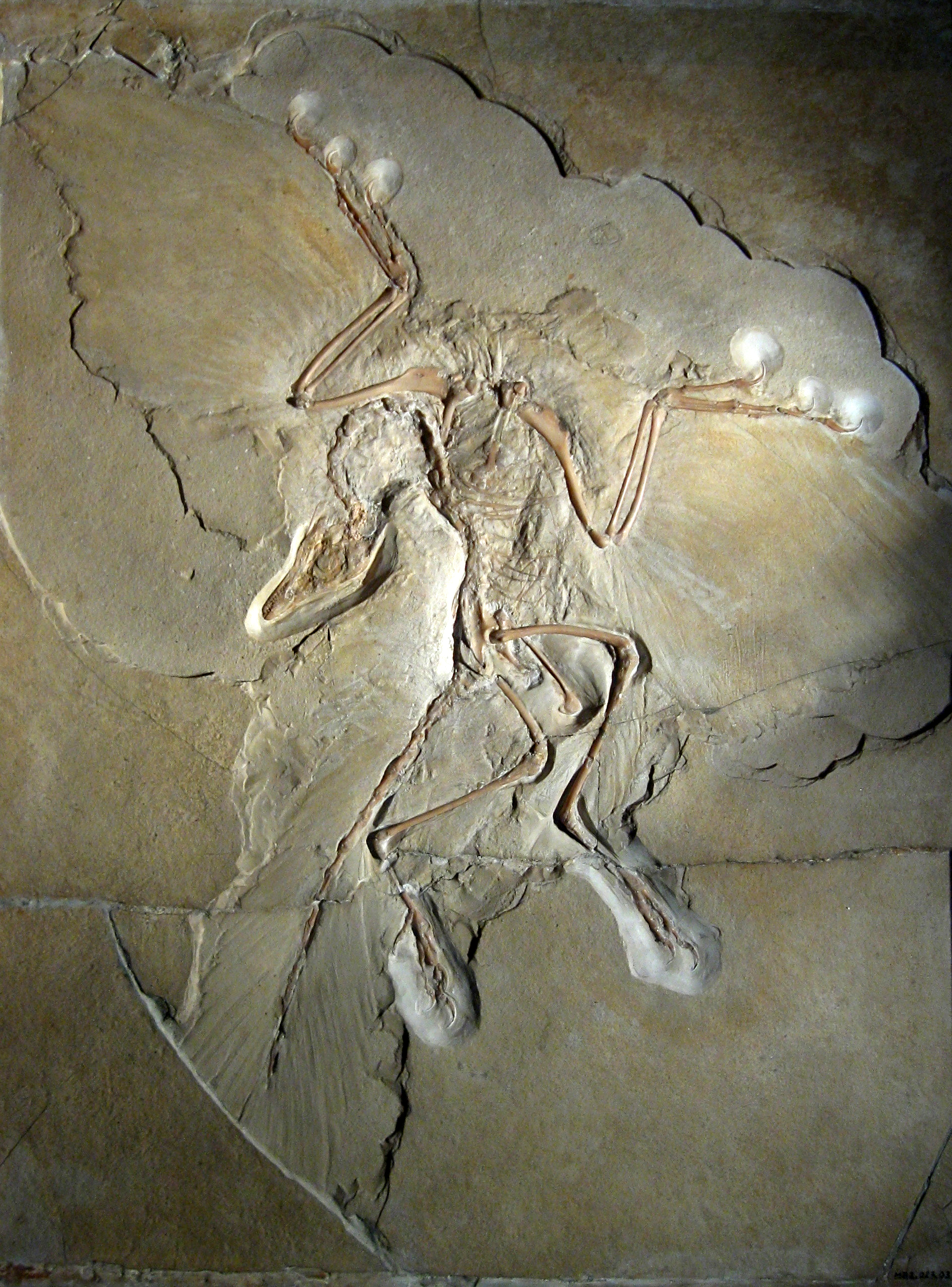
柏林標本

- 柏林標本（HMN MB. 1880/81; Berlin specimen; 2nd）：於1876年或1877年在德國近愛希施泰特的布魯門柏格被發現，是第二个被发现的标本。發現者將它交換了一頭牛。這個標本於1881年被拍賣，買家當中包括了奧塞內爾·查利斯·馬什，最後由洪堡博物馆成功收購並展覽至今。這次交易由西門子公司創始人維爾納·馮·西門子（Ernst Werner von Siemens）所資助。[16]威廉·達姆斯於1884年正式發表，是首個有整個頭顱骨的標本。1897年，達姆斯指這個標本是一個新的物種，稱為「A. siemensii」，最近的評估支持這一個說法[10]。

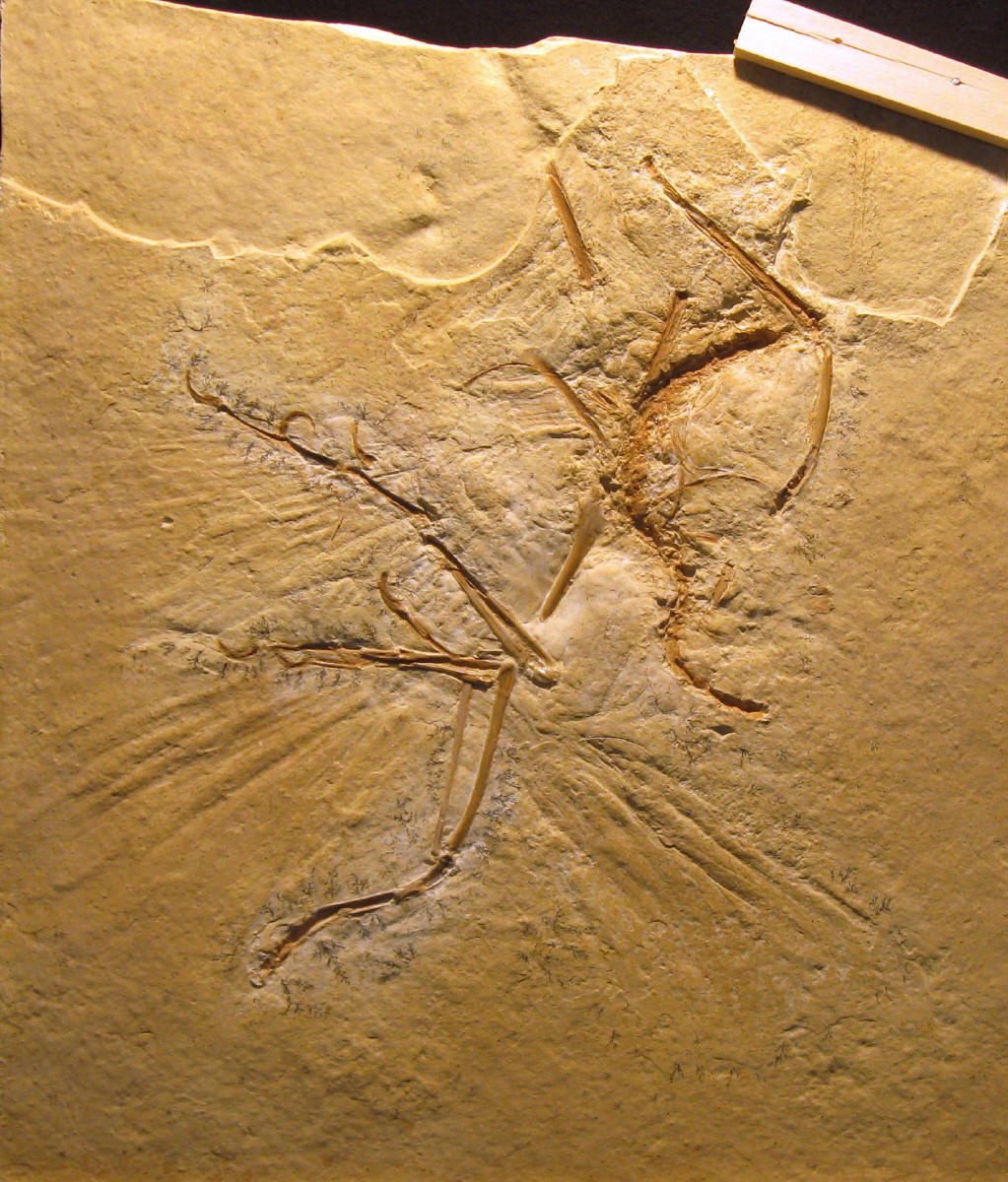
馬克斯柏格標本

- 馬克斯柏格標本（Maxberg specimen; 3rd，S5）：於1956年或1958年在近朗恩艾特罕被發現，是第三个标本，並於1959年被發表。它是一個支离破碎的軀體，它曾在馬克斯柏格博物館內展覽，但現已遺失。它本屬於歐畢屈（Eduard Opitsch）並借予博物館展覽，當他於1991年死亡後，該標本亦被發現失蹤，可能是遭盜竊或被賣出。這個標本沒有頭及尾巴，而其他骨骼則大部份完好。

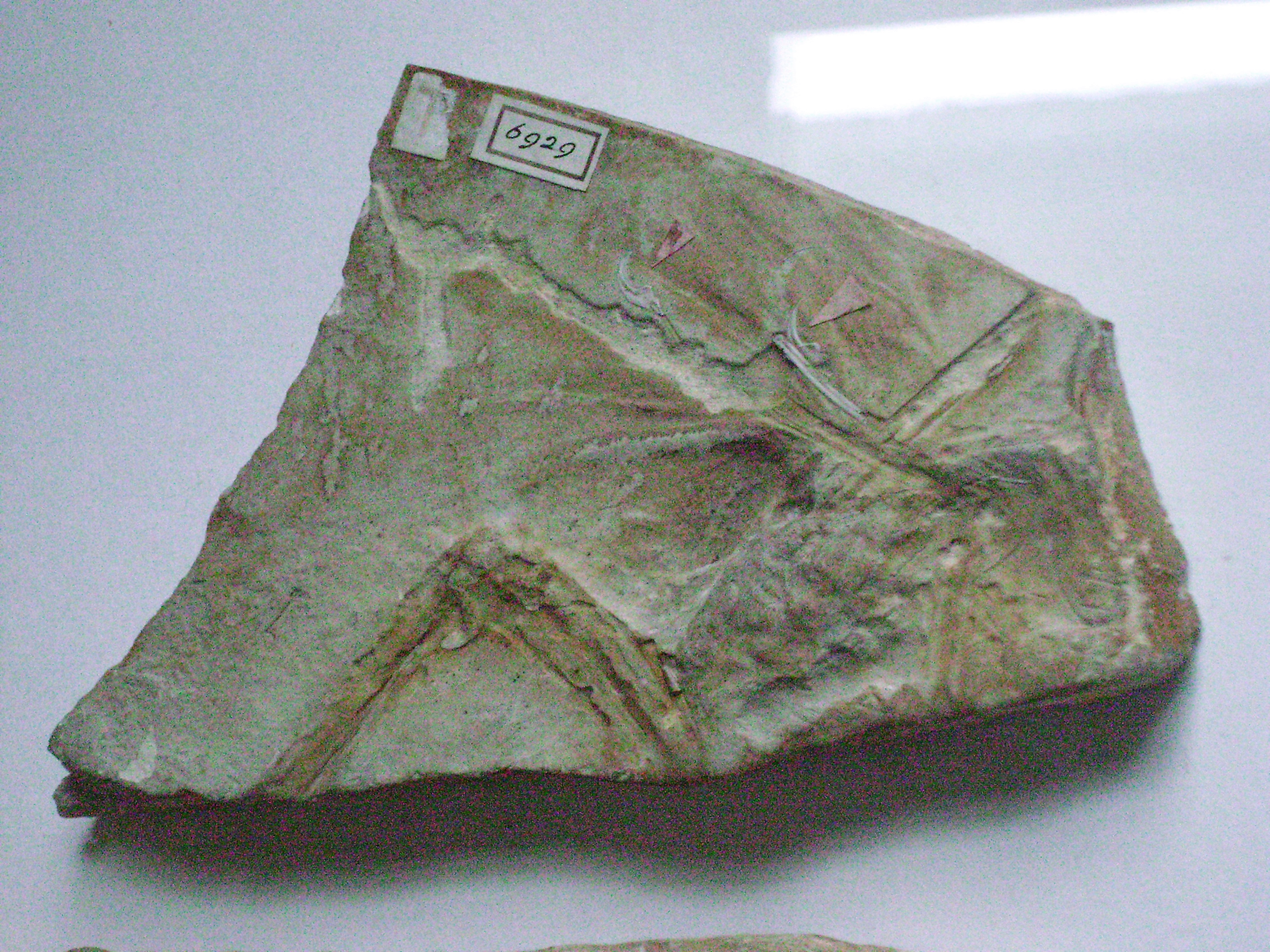
哈勒姆標本

- 哈勒姆標本（又稱泰勒斯標本）(TM 6928/29; Haarlem specimen; Teyler specimen; 4th)：於1855年在德國近Riedenburg被發現，於1875年由汪邁爾命名為翼手龍（Pterodactylus crassipes），是第四件标本。於1970年由約翰·奧斯特倫姆重新分類，並存放於荷蘭哈勒姆的泰勒斯博物館。雖然分類錯誤，它卻是最先發現的標本。包含有大部份的肢骨、獨立的頸部脊骨及肋骨。

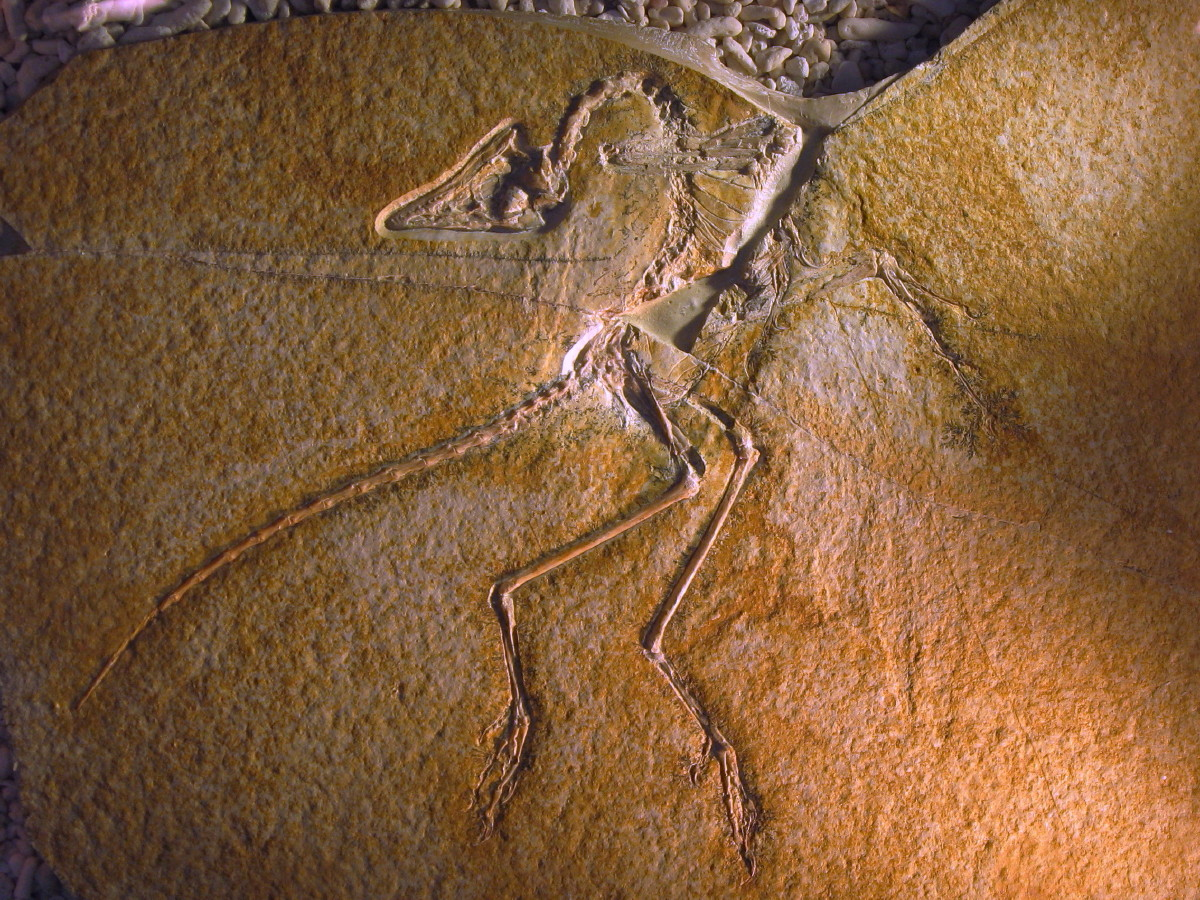
愛希施泰特標本

- 愛希施泰特標本（JM SoS 2257; Eichstatt specimen; 5th）：於1951年或1955年於德國近沃克斯卓被發現，最初被认为是美颌龙，这是第五件标本，並於1974年由彼得·沃爾赫費爾（Peter Wellnhofer）所發表。這個標本現時存放在愛希施泰特的侏儸博物館內。它是最細小的標本，而頭部是第二完整的。牠可能是另一個屬的反曲侏鳥（Jurapteryx recurva）或另一個種的反曲始祖鳥（A. recurva）。

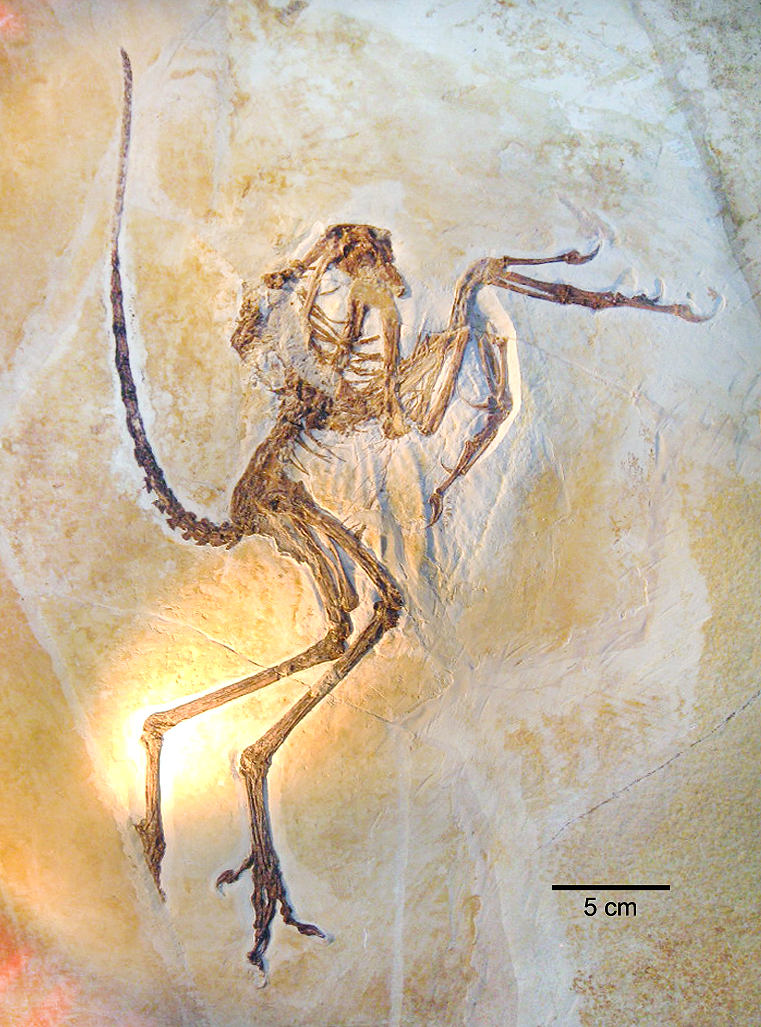
索倫霍芬標本

- 索倫霍芬標本（Solnhofen specimen; 6th，S6）：於1960年代在近愛希施泰特被發現，是第六件标本，由沃爾赫費爾於1988年所描述。它1987年起存放在索倫霍芬的市長穆樂博物館內，原先被分類為美頜龍。它是已知最大型的標本，可能屬於另一個屬及種，稱為烏禾爾龍的Wellnhoferia grandis。它只缺少了部份的頸部、尾巴、脊骨及頭部。

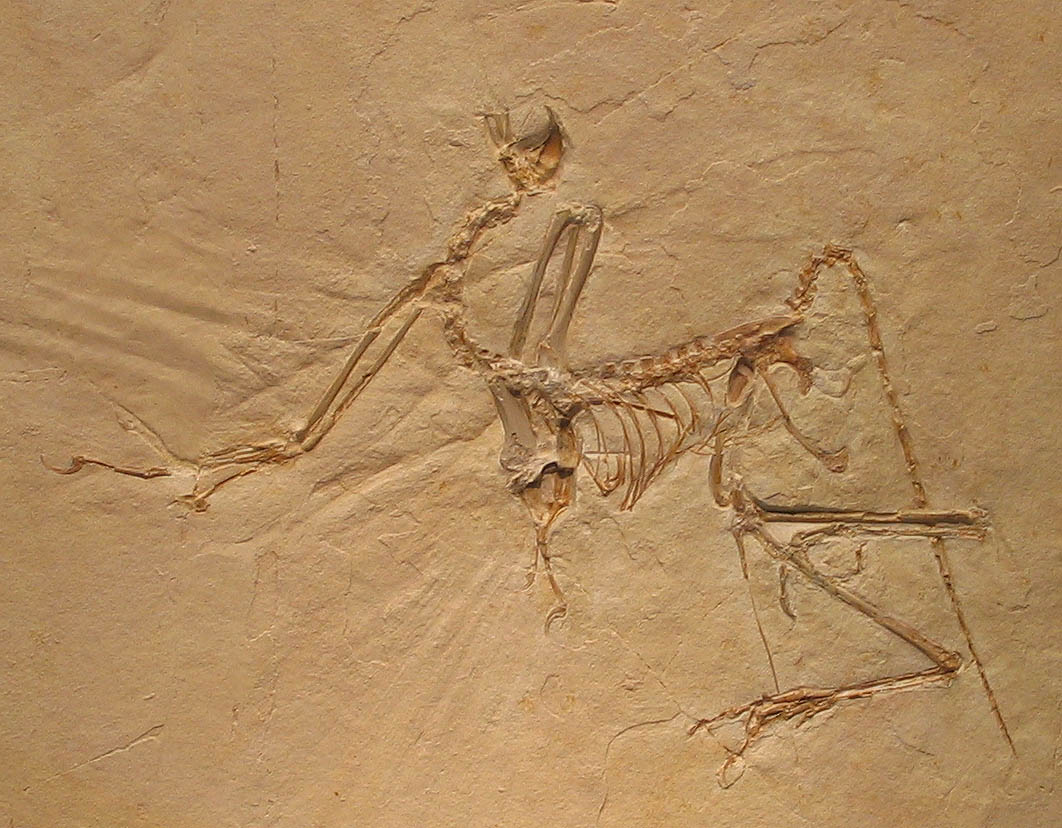
慕尼黑標本

- 慕尼黑標本（前称索倫霍芬AV標本）（BSP 1999 I 50; Munich specimen; Solnhofen-Aktien-Verein specimen; 7th）：於1991年在近朗恩艾特罕被發現，是第七件标本，並於1993年由沃爾赫費爾所發表。它現時存放於慕尼黑的慕尼黑古生物博物館。這個標本中原先被認為是胸骨的東西，卻發現原來是鳥喙骨的部份[23]，但軟骨的胸骨亦可能存在。只有它的面貌是失去的。牠可能是另一個新種，稱為巴伐利亞始祖鳥（A. bavarica）。

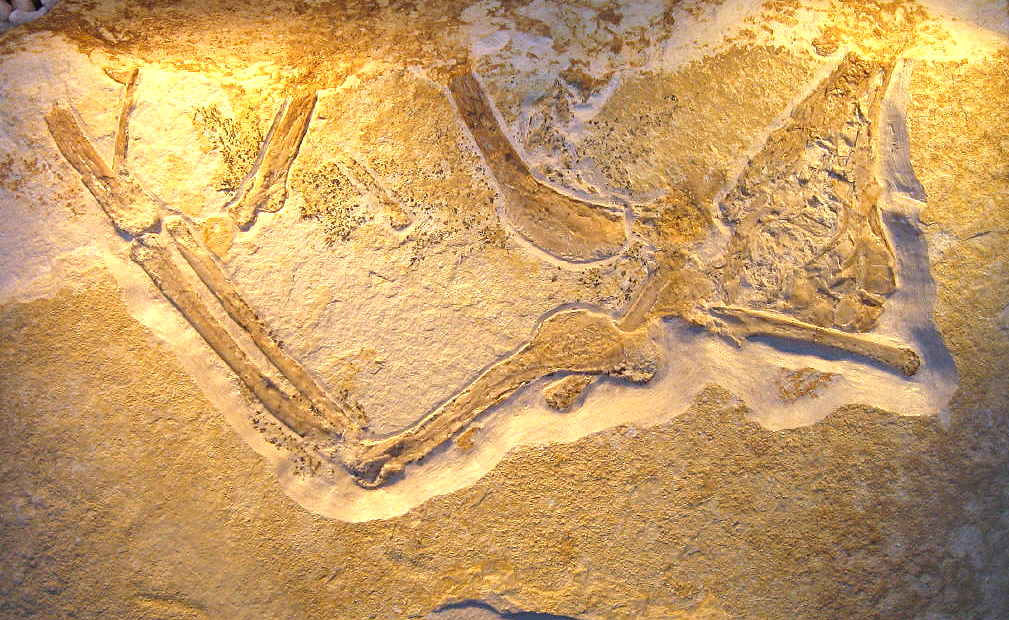
德廷標本

- 德廷標本(Daiting specimen; 8th) ：第8個碎片標本，於1990年在德廷较年轻的沉积物中被發現，从1996年以来被称为德廷標本。这个标本完整度不高，仅保存了头部的一部分和一些前肢骨，一部分还是隐藏的，因此被称为“幻影（Phantom）”。2009年最初由古生物学家Raimund Albertsdörfer购买，2009年10月在慕尼黑矿产展与其它6个始祖鸟标本首次展出，有人表示这个标本可能代表一个新的始祖鸟物种[24]，发现这个标本的石灰岩地层比其它的年轻了几十万年。

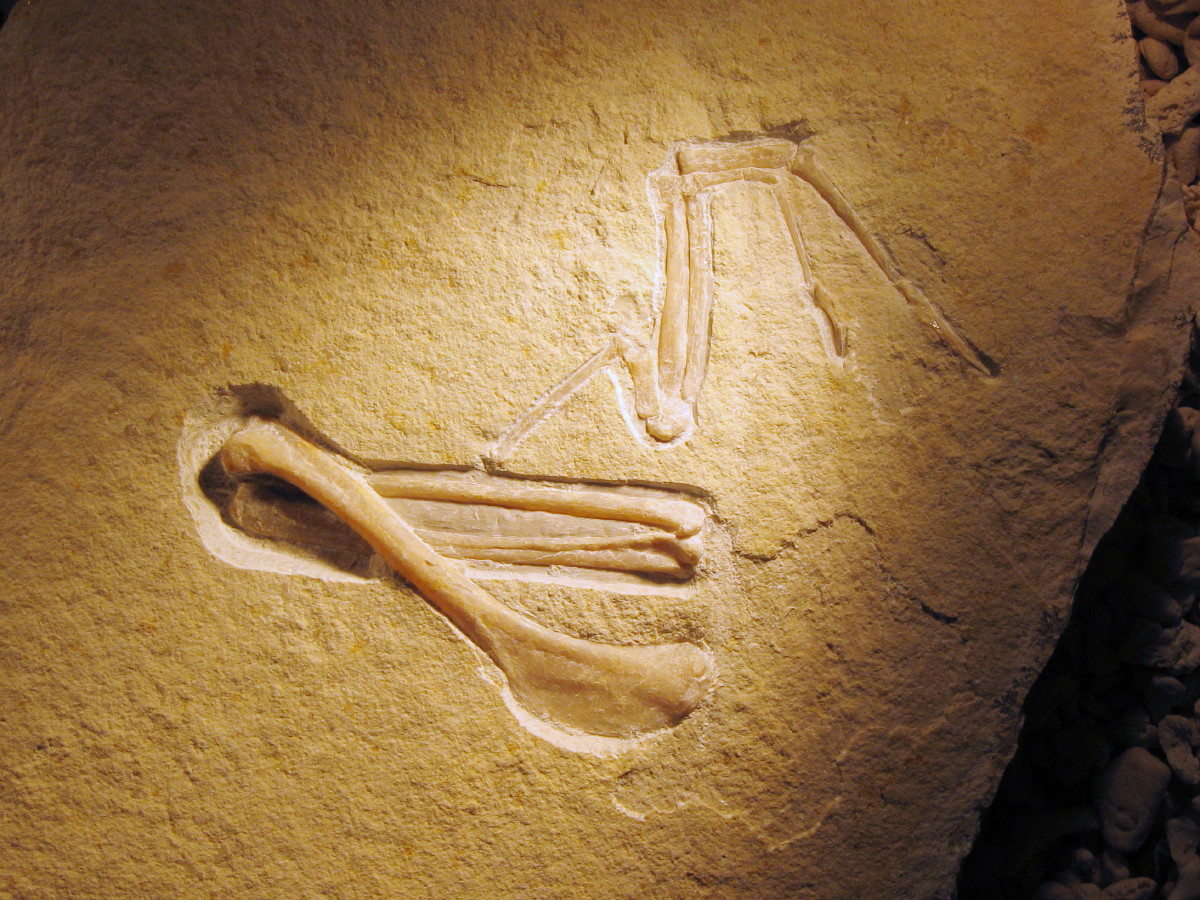
“鸡翅標本”

- 鸡翅標本(Bürgermeister-Müller Museum coll.; chicken wing; 9th)：一個碎片化石於2000年在索倫霍芬与朗恩艾特罕之间的一个采石场被發現，这是第九件标本，这块化石是私人拥有的。自2004年在穆勒市长博物馆(Bürgermeister Müller Museum)展出，它属于索伦霍芬的奥特曼与斯太尔家族（Exemplar of the families Ottman & Steil, Solnhofen）。化石保存很差，只有一个前肢可以辨认，因此被称为“鸡翅標本”。

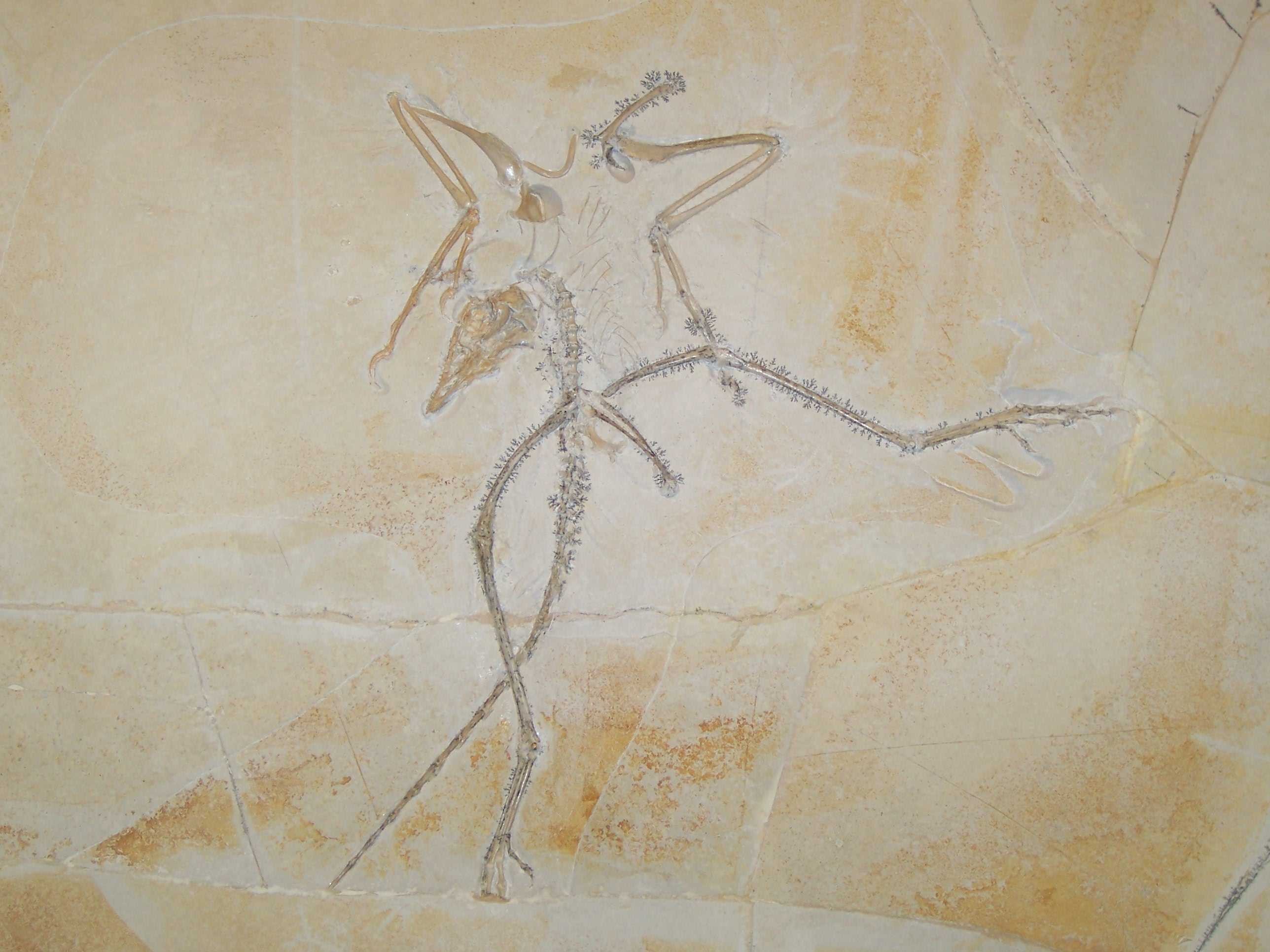
瑟馬普利斯標本

- 瑟馬普利斯標本(WDC-CSG-100; Thermopolis specimen; 10th)：是一個長期私人的收藏，在德國被發現及於2005年被發表，是第十件标本。這個標本有著最完好保存的頭部及腳掌，但大部份的頸部及下顎骨經已失去，已被捐贈予美國懷俄明州瑟馬普利斯的懷俄明恐龍中心。這個標本於2005年被發表，指出始祖鳥缺乏反向的腳趾（一般鳥類的特徵），限制了牠們在樹上棲息的能力，意味著牠們可能是居於陸地上。[25]這些被解釋成為獸腳亞目祖先的證據。這個標本中有著可高度延伸的第二趾，這一直被認為是恐爪龍下目的特徵。[26]這個最近期的標本於2007年被分類為A. siemensii。這個標本現被借予德國法蘭克福的森肯堡自然博物館。[27]

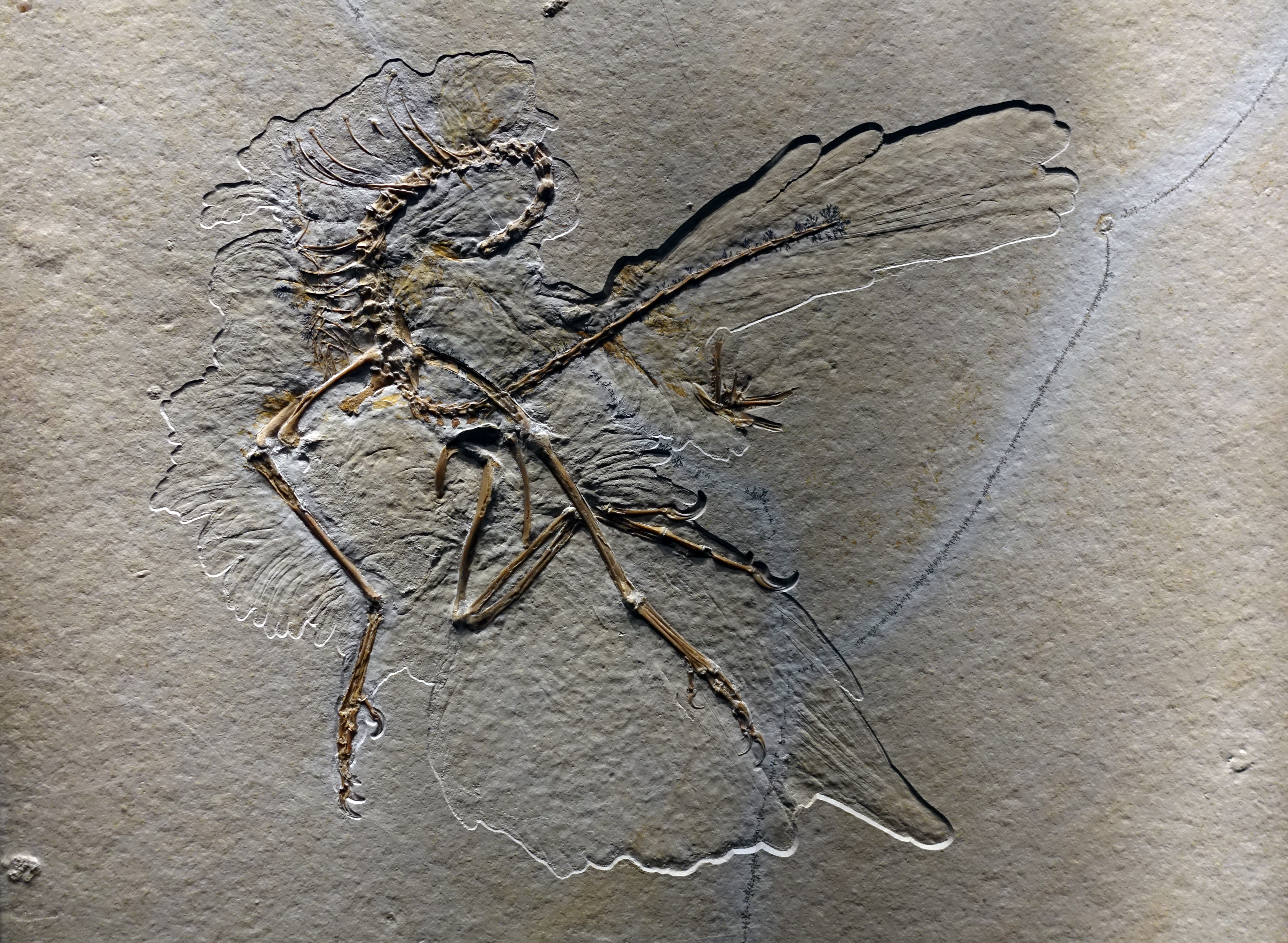
第11件標本

- 第11件標本：2011年在德国的新慕尼黑国际会展中心展出了第11只始祖鸟化石標本，这件标本是私人拥有，目前还未被命名，它发现于德国巴伐利亚州阿尔特米尔山谷(Altmühl Valley)。它是保存完整且保存良好的标本之一。这件标本与瑟馬普利斯標本较为相似，缺失了前肢与头骨，整体看上去有点乱，但能沿着尾椎找到臀部以及后肢[28][29]。2014年路德维希-马克西米利安大学(Ludwig-Maximilians-Universität LMU)的古生物学家发表了研究报告，研究认为正羽的演化最初是可能用于展示功能，飞行功能是次生演化，或者可能是趋同的适应演变。[30][31]

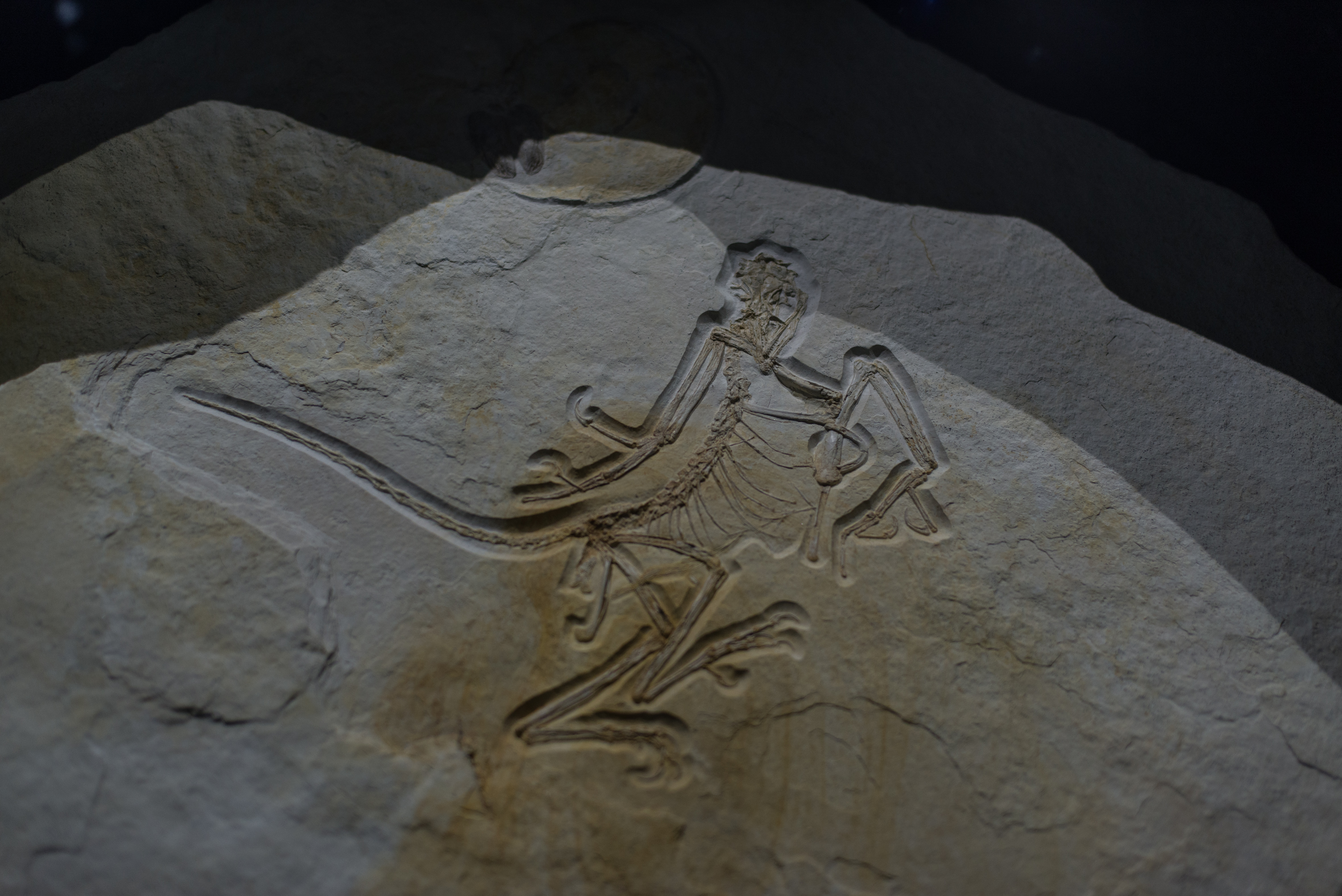
第12件標本

- 第12件標本：在德国巴伐利亚州Schamhaupten区阿尔特曼施泰因(Altmannstein)采石场发现，现在由业余收藏家收藏，2014年2月公布了这个发现[32]。目前还没有正式的描述和命名。

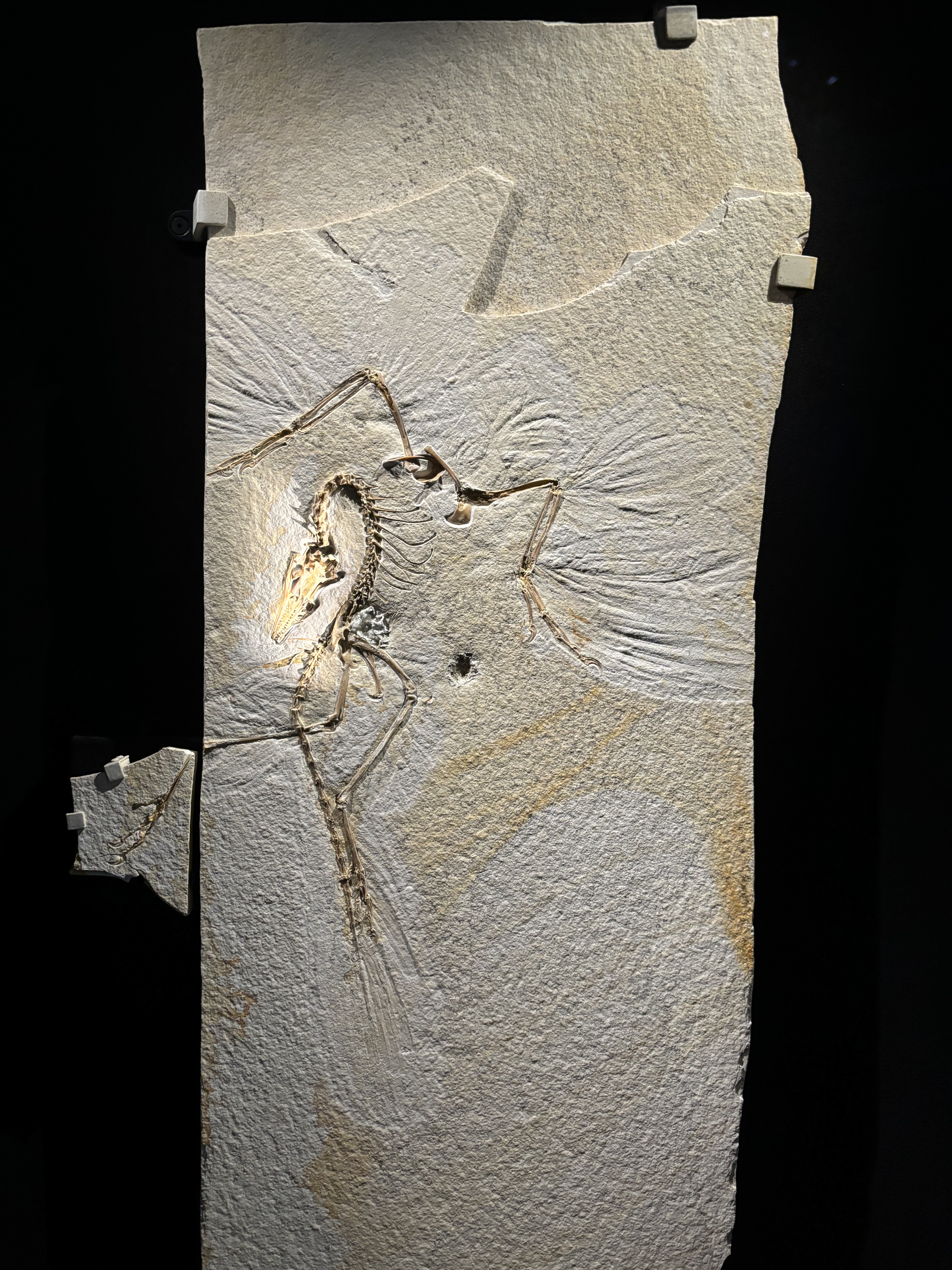
芝加哥標本

- 芝加哥標本(Chicago specimen)：2024年，美国芝加哥菲尔德博物馆宣布了第十三个标本的存在。该标本是欧洲以外机构发现的两个标本之一，最初是在瑞士的一个私人收藏中发现的，并于1990年被收藏家收购，当时德国尚未于2015年禁止出口始祖鸟标本。该标本于2022年被菲尔德博物馆收购，经过两年的准备，于2024年公开展出。著名美国华裔古鸟类学家鄒晶梅将对该标本进行研究。[33][34]

- 第14件標本(SMNK-PAL 10000 a-c）：于2025年1月被研究发表，该标本来自德國默恩斯海姆组（Mörnsheim Formation）。是右前肢、肩部和其他肢体的化石碎片，肩部和前肢的各种特征比默恩斯海姆组中的任何其他的标本都更像始祖鸟。由于该标本的过于破碎，无法将其归属于始祖鸟中的特定物种。[35]

## 分類
現今许多研究者认为只有一個確認的始祖鳥物種，就是印石板始祖鳥（A. lithographica），但牠的分類歷史卻極度的混亂。各個標本有很多不同的名字，大部份都是單純的拼写錯誤。原先印石板始祖鳥只是指由汪邁爾所於1960年發表的羽毛标本。有建議將此種名由此羽毛官方的轉移至倫敦標本。國際動物命名法規曾嘗試壓制就首先的骨骼標本過多的不同名稱，這是由於汪邁爾與其反對者的激烈辯論所致。再者，始祖鳥化石被稱為翼龍亦被禁止。
標本之間的關係是一個問題。很多後来发现的標本被命名為新的種。柏林標本被稱為古鳥（Archaeornis siemensii）；愛希施泰特標本就被稱為反曲侏鳥；慕尼黑標本就被稱為巴伐利亞始祖鳥；而索倫霍芬標本就被指為烏禾爾龍。
有研究指所有的標本都是屬於同一物種。但是標本之間亦存在明顯的分別。就如慕尼黑、愛希施特、索倫霍芬及瑟馬普利斯標本就較倫敦、柏林及哈勒姆標本小或是更大型，有著不同的腳趾比例、更細長的鼻端、向前的牙齒排列及可能存在的胸骨。這些差別就像（或更大）現今不同種鳥類之間的差別。可是這些差別亦可以不同年齡作為解釋。
第一個羽毛標本與始祖鳥的飛羽不相同是事实。根據它的大小及比例，它可能是屬於一个未被發現的较小的兽脚類恐龍物種。由於這個羽毛是原有的模式種，因而引起了一些命名的混亂。
因此2007年有两批研究者向国际动物命名法委员会提出建议，要求其同意指定伦敦标本为新的正模标本，或新模式标本。这一建议在国际动物命名法委员会经过多年辩论后，2011年10月3日伦敦标本被指定为新模式标本。

### 不同名稱列表
- Pterodactylus crassipes Meyer, 1857 [suppressed in favor of A. lithographica 1977 per ICZN Opinion 1070]
- Rhamphorhynchus crassipes (Meyer, 1857) (as Pterodactylus (Rhamphorhynchus) crassipes) [suppressed in favor of A. lithographica 1977 per ICZN Opinion 1070]
- Archaeopteryx lithographica Meyer, 1861 [nomen conservandum]
- Scaphognathus crassipes (Meyer, 1857) Wagner, 1861 [suppressed in favor of A. lithographica 1977 per ICZN Opinion 1070]
- Archaeopterix lithographica Anon., 1861 [lapsus]
- Griphosaurus problematicus Wagner, 1862 [nomen oblitum 1961 per ICZN Opinion 607]
- Griphornis longicaudatus Woodward, 1862 [nomen oblitum 1961 per ICZN Opinion 607]
- Griphosaurus longicaudatum (Woodward, 1862) [lapsus]
- Griphosaurus longicaudatus (Owen, 1862) [nomen oblitum 1961 per ICZN Opinion 607]
- Archaeopteryx macrura Owen, 1862 [nomen oblitum 1961 per ICZN Opinion 607]
- Archaeopterix macrura Owen, 1862 [lapsus]
- Archaeopterix macrurus Egerton, 1862 [lapsus]
- Archeopteryx macrurus Owen, 1863 [unjustified emendation]
- Archaeopteryx macroura Vogt, 1879 [lapsus]
- Archaeopteryx siemensii Dames, 1897
- Archaeopteryx siemensi Dames, 1897 [lapsus]
- Archaeornis siemensii (Dames, 1897) Petronievics, 1917
- Archaeopteryx oweni Petronievics, 1917 [nomen oblitum 1961 per ICZN Opinion 607]
- Gryphornis longicaudatus Lambrecht, 1933 [lapsus]
- Gryphosaurus problematicus Lambrecht, 1933 [lapsus]
- Archaeopteryx macrourus Owen, 1862 fide Lambrecht, 1933 [lapsus]
- Archaeornis siemensi (Dames, 1897) fide Lambrecht, 1933? [lapsus]
- Archeopteryx macrura Ostrom, 1970 [lapsus]
- Archaeopteryx crassipes (Meyer, 1857) Ostrom, 1972 [suppressed in favor of A. lithographica 1977 per ICZN Opinion 1070]
- Archaeopterix lithographica di Gregorio, 1984 [lapsus]
- Archaeopteryx recurva Howgate, 1984
- Jurapteryx recurva (Howgate, 1984) Howgate, 1985
- Archaeopteryx bavarica Wellnhofer, 1993
- Wellnhoferia grandis Elżanowski, 2001

后4个可能为有效属名
"Archaeopteryx" vicensensis (Anon. fide Lambrecht, 1933) 是一个裸名，似乎是一个未描述的翼龙。

## 爭論

### 真實性
由1985年開始，一群學者包括天文學家弗雷德·霍伊爾（Fred Hoyle）及物理學家李·斯柏特納（Lee Spetner）指始祖鳥的柏林及倫敦標本其實是偽造的。他們的指控受到查理格（Alan J. Charig）及自然歷史博物館的學者所反對。大部份指偽造的證據都是基於對岩化作用過程的陌生。例如，他們基於羽毛質感的差異指這些羽毛觀感是由薄層水泥造成，當中卻沒有考慮到羽毛本身會造成質感的差異。他們亦表示不相信石板會如此平滑地分裂，或是保有化石的石板得以保存而非另一面的石板。這些卻都是索倫霍芬化石的普遍性質，因為死去的動物可能掉下在硬化的表面造成日後的分裂，令大部份化石留在一面而另一面只得小許。他們亦錯誤解釋這些化石，指尾巴被偽造成為一大型的羽毛，但明顯的肉眼可以分辨。再者，他們所指的其他始祖鳥標本在發現時都沒有羽毛並非事實。馬克斯柏格及愛希施泰特標本就是有羽毛的。而且他們所指偽造的動機並不健全，甚至自相矛盾。其一指理察·奧雲偽造證據為支持達爾文的演化論；而另一指奧雲是要為達爾文設下圈套，期望藉達爾文的支持來懷疑他。但是奧雲本身就倫敦標本作出了詳細的描述，這些指控都只是毀謗。
查理格他們指出在化石與岩石都同時發現了微絲裂痕，而礦物質在被發現前的石板上擴張，都是羽毛是原裝的證據。斯柏特納他們則嘗試證明裂痕亦會自然的發展塗上的水泥層，但忽略了這些裂痕是舊有的及充滿了方解石，因此裂痕是不可能發展的。他們亦嘗試利用X射線光譜分析證明倫敦標本存在水泥，並且發現部份並非岩石。但是這些卻不是水泥，而可能是製造標本時模子留下的矽膠碎片。由於他們的建議是建基於對地質學的誤解，及他們並沒有就後來發現更多的長有羽毛的標本作出討論，所以古生物學家很少認真考慮他們的見解。

### 始祖鳥與原鳥
於1984年，查吉特（Sankar Chatterjee）發現了化石，他於1991年指這些化石屬於一種比始祖鳥更為古老的鳥類。這些化石相信已有約210-225百萬年的歷史，並被命名為原鳥。化石的保存十分之差，因而不能作出飛行能力的評估。雖然查吉特所造的重組通常展示羽毛，但很多古生物學家都反對原鳥就是更早的鳥，甚至質疑牠的存在。化石被發現時是脫落的，並在不同位置收集。由於化石的狀況甚差，始祖鳥遺骸仍然是廣被接受的最早鳥類。

## 註腳
1. 1 2  Carney, Ryan M.; Vinther, Jakob; Shawkey, Matthew D.; D'Alba, Liliana; Ackermann, Jörg. . Nature Communications. 2012-01-24, 3 (1)  [2022-11-10]. ISSN 2041-1723. doi:10.1038/ncomms1642. （原始内容存档于2019-11-09） （英语）.
2. ↑  Manning, Phillip. L.; Edwards, Nicholas P.; Wogelius, Roy A.; Bergmann, Uwe; Barden, Holly E.; Larson, Peter L.; Schwarz-Wings, Daniela; Egerton, Victoria M.; Sokaras, Dimosthenis;  et al. . Journal of Analytical Atomic Spectrometry. 2013, 28 (7): 1024. doi:10.1039/c3ja50077b.
3. ↑  Xu, Xing; You, Hailu; Du, Kai; Han, Fenglu. . Nature. 2011-07, 475 (7357)  [2022-11-10]. ISSN 1476-4687. doi:10.1038/nature10288. （原始内容存档于2011-09-27） （英语）.
4. ↑  Godefroit, Pascal; Cau, Andrea; Dong-Yu, Hu; Escuillié, François; Wenhao, Wu; Dyke, Gareth. . Nature. 2013-06, 498 (7454)  [2022-11-10]. ISSN 1476-4687. doi:10.1038/nature12168. （原始内容存档于2021-08-26） （英语）.
5. ↑  Wellnhofer P. . Currie PJ, Koppelhus EB, Shugar MA, Wright JL  (编). . Indiana University Press. 2004: 282–300. ISBN 978-0-253-34373-4.
6. 1 2 3 4  Lambert, David. . New York: Dorling Kindersley. 1993: 38-81. ISBN 1-56458-304-X.
7. ↑  Holtz, Thomas, Jr. . Journal of Dinosaur Paleontology. 1995  [2007-03-01]. （原始内容存档于2007-02-09）.
8. 1 2  Christiansen, Per; Bonde, Niels. . Comptes Rendus Palevol. 2004-03-01, 3 (2)  [2022-11-10]. ISSN 1631-0683. doi:10.1016/j.crpv.2003.12.001. （原始内容存档于2022-11-10） （英语）.
9. 1 2  Longrich, Nick. . Paleobiology. 2006-09, 32 (3)  [2022-11-10]. ISSN 0094-8373. doi:10.1666/04014.1. （原始内容存档于2015-11-05） （英语）.
10. 1 2 3  Elżanowski A. (2002): Archaeopterygidae (Upper Jurassic of Germany). In: Chiappe, L. M. & Witmer, L. M (eds.), Mesozoic Birds: Above the Heads of Dinosaurs: 129–159. University of California Press, Berkeley.
11. ↑  Manning, Phillip L.; Edwards, Nicholas P.; Wogelius, Roy A.; Bergmann, Uwe; Barden, Holly E.; Larson, Peter L.; Schwarz-Wings, Daniela; Egerton, Victoria M.; Sokaras, Dimosthenis; Mori, Roberto A.; Sellers, William I. . Journal of Analytical Atomic Spectrometry. 2013-06-12, 28 (7)  [2022-11-10]. ISSN 1364-5544. doi:10.1039/C3JA50077B. （原始内容存档于2019-06-26） （英语）.
12. ↑  Ghose, Tia. . NBC News. 11 June 2013  [2013-12-18]. （原始内容存档于2013-06-18）.
13. ↑  Senter, P. (2006). Scapular orientation in theropods and basal birds and the origin of flapping flight. Acta Palaeontologica Polonica. 51(2): 305–313. PDF （页面存档备份，存于）
14. ↑  Witmer, Lawrence M. . Nature. 2004-08, 430 (7000)  [2022-11-10]. ISSN 1476-4687. doi:10.1038/430619a. （原始内容存档于2022-12-06） （英语）.
15. ↑  Alonso, Patricio Domínguez; Milner, Angela C.; Ketcham, Richard A.; Cookson, M. John; Rowe, Timothy B. . Nature. 2004-08, 430 (7000)  [2022-11-10]. ISSN 1476-4687. doi:10.1038/nature02706. （原始内容存档于2022-12-05） （英语）.
16. 1 2 3 4  Chiappe, Luis M. . Sydney: UNSW Press. 2007: 118–146. ISBN 0-471-24723-5.
17. ↑  Davis, Paul G.; Briggs, Derek E. G. . PALAIOS. 1998-02, 13 (1). Bibcode:1998Palai..13....3D. ISSN 0883-1351. doi:10.2307/3515277.
18. 1 2 3 4  Paul, Gregory S. . Baltimore: Johns Hopkins University Press. 2002. ISBN 0-8018-6763-0.
19. ↑  Buisonje, P.H. de. . Hecht, M.K.; Ostrom, J.H.; Viohl, G.; and Wellnhofer, P. (eds.)  (编). . Eichstätt: Freunde des Jura-Museums Eichstätt. 1985: 45–65. ISBN 978-3980117807.
20. ↑  Ostrom, John H. . Biological Journal of the Linnean Society. 1976-06, 8 (2)  [2022-11-10]. doi:10.1111/j.1095-8312.1976.tb00244.x. （原始内容存档于2023-01-28） （英语）.
21. ↑  Nicholas Bakalar. : 1. December 1, 2005  [2006-10-18]. （原始内容存档于2006-11-14）.
22. ↑  Griffiths, P. J. (1996). The Isolated Archaeopteryx Feather. Archaeopteryx 14: 1-26.
23. ↑  Wellnhofer, P. & Tischlinger, H. (2004). Das "Brustbein" von Archaeopteryx bavarica Wellnhofer 1993 - eine Revision. Archaeopteryx. 22: 3-15. [Article in German]
24. ↑  . ZEIT ONLINE. 2009-10-27  [2022-11-10]. （原始内容存档于2010-01-31）.
25. ↑  Mayr, Gerald; Pohl, Burkhard; Peters, D. Stefan. . Science. 2005-12-02, 310 (5753)  [2022-11-10]. ISSN 0036-8075. doi:10.1126/science.1120331. （原始内容存档于2022-08-07） （英语）.
26. ↑  Nicholas Bakalar. : 2. December 1, 2005  [2006-10-18]. （原始内容存档于2011-05-13）.
27. ↑  Mayr, Gerald; Pohl, Burkhard; Hartman, Scott; Peters, D. Stefan. . Zoological Journal of the Linnean Society. 2007-01, 149 (1)  [2022-11-10]. ISSN 1096-3642. doi:10.1111/j.1096-3642.2006.00245.x. （原始内容存档于2022-12-05） （英语）.
28. ↑  .   [2022-11-10]. （原始内容存档于2011-10-22）.
29. ↑  . New Scientist.   [2022-11-10]. （原始内容存档于2011-10-24）.
30. ↑  Foth, Christian; Tischlinger, Helmut; Rauhut, Oliver W. M. . Nature. 2014-07, 511 (7507)  [2022-11-10]. ISSN 1476-4687. doi:10.1038/nature13467. （原始内容存档于2021-03-19） （英语）.
31. ↑  . LMU Munich.   [2022-11-10]. （原始内容存档于2014-07-14）.
32. ↑  .   [2014-08-03]. （原始内容存档于2014-10-19）.
33. ↑  . www.fieldmuseum.org.   [6 May 2024].
34. ↑  Tribune, Jennifer Day | Chicago. . Chicago Tribune. 6 May 2024  [6 May 2024]. （原始内容存档于2024-06-17） （美国英语）.
35. ↑  Foth, Christian; van de Kamp, Thomas; Tischlinger, Helmut; Kantelis, Theron; Carney, Ryan M.; Zuber, Marcus; Hamann, Elias; Wallaard, Jonathan J. W.; Lenz, Norbert; Rauhut, Oliver W. M.; Frey, Eberhard. . Fossil Record. 3 January 2025, 28 (1): 17–43. doi:10.3897/fr.28.e131671 .
36. ↑  Swinton, W. E. (1960). Opinion 1084, Proposed addition of the generic name Archaeopteryx VON MEYER, 1861 and the specific name Lithographica, VON MEYER, 1861, as published in the binomen Archaeopteryx Lithographica to the official lists (Class Aves). Bulletin of Zoological Nomenclature 17(6-8): 224-226.
37. ↑  ICZN. (1961). Opinion 607, Archaeopteryx VON MEYER, 1861 (Aves); Addition to the Official list. Bulletin of Zoological Nomenclature 18(4): 260-261.
38. ↑  Wagner A (1861) Über ein neues, angeblich mit Vogelfedern versehenes Reptil aus dem Solnhofener lithographischen Schiefer. Sitzungberichte der Bayerischen Akademie der Wissenschaften, mathematisch-physikalisch Classe 146-154
39. ↑  ICZN. (1977). Opinion 1070. Conservation of Archaeopteryx lithographica VON MEYER 1861 (Aves). Bulletin of Zoological Nomenclature 33: 165-166.
40. ↑  Archaeopteryx turns out to be singular bird of a feather. New Scientist 2443:17. 17 April 2004. 註釋 （页面存档备份，存于）.
41. ↑  Bock, W.J.; Bühler, P. . Bulletin of Zoological Nomenclature. 2007, 64 (4): 261–262  [2012-01-02]. （原始内容存档于2012-03-06）.
42. ↑  ICZN. . Bulletin of Zoological Nomenclature. 2011, 68 (3): 230–233  [2012-01-02]. （原始内容存档于2012-03-18）.
43. 1 2 3  Hoyle, F.; Wickramasinghe, N.C. . Astrophysics and Space Science. 1999, 268 (1/3). doi:10.1023/A:1002440501442.
44. 1 2 3 4  S, Watkins R.; F, Hoyle; C, Wickramasinghe N.; J, Watkins; R, Rabilizirov; M, Spetner L. . British Journal of Photography. 1985, 132 (6501)  [2022-11-10]. ISSN 0007-1196. （原始内容存档于2022-11-10） （英语）.
45. 1 2  Watkins, R.S.; Hoyle, F.; Wickrmasinghe, N.C.; Watkins, J.; Rabilizirov, R.; and Spetner, L.M. . British Journal of Photography. 1985, 132: 358–359, 367.
46. ↑  Watkins, R.S.; Hoyle, F.; Wickrmasinghe, N.C.; Watkins, J.; Rabilizirov, R.; and Spetner, L.M. . British Journal of Photography. 1985, 132: 468–470.
47. 1 2 3 4 5 6  Charig, Alan J.; Greenaway, Frank; Milner, Angela C.; Walker, Cyril A.; Whybrow, Peter J. . Science. 1986-05-02, 232 (4750)  [2022-11-10]. ISSN 0036-8075. doi:10.1126/science.232.4750.622. （原始内容存档于2022-11-10） （英语）.
48. 1 2 3  Nedin, Chris. . 2007-12-15  [2007-03-17]. （原始内容存档于2012-02-08）.
49. 1 2  Spetner, L.M.; Hoyle, F.; Wickramasinghe, N.C.; and Magaritz, M. . The British Journal of Photography. 1988, 135: 14–17.
50. ↑  Chatterjee, Sankar. . Philosophical Transactions of the Royal Society of London. Series B: Biological Sciences. 1991-06-29, 332 (1265)  [2022-11-10]. doi:10.1098/rstb.1991.0056. （原始内容存档于2022-10-13）.
51. ↑  Witmer, L. (2002). The debate on avian ancestry. In: Witmer, L. and Chiappe, L. (eds)., Mesozoic Birds: Above the Heads of Dinosaurs. University of California Press. 3-30.
52. ↑  Ostrom, J. H. . Archaeopteryx. 1996-09-03, 14  [2022-11-10]. （原始内容存档于2022-11-10） （英语）.

## 外部連結
- 8個始祖鳥標本重組的比對
- Archaeopteryx: An Early Bird（页面存档备份，存于）—柏克萊加州大學
- Archaeopteryx lithographica—卡加利大學
- Journal of Dinosaur Paleontology—恐龍及鳥類研究的文章列表